# Ein Walzer für dich
Ein Walzer für dich ist ein deutscher Spielfilm aus dem Jahr 1934. Der Film lief auch unter den Titeln Ich heiße Benjamin, Hilfe, ich bin Minister sowie in Österreich als Komtesse Stefanie.

## Handlung
Stefanie von Palamo ist das Staatsoberhaupt eines kleinen Fürstentums. Die Minister möchten sie um den Thron bringen und machen sich auf die Suche nach dem verschollenen Thronfolger Prinz Antonio Torelli, der Opernsänger ist. Dieser willigt ein, jedoch nur wenn sein Freund, der Kapellmeister Benjamin Cortes, ihm als Minister zur Seite steht. Stefanie wird von den Ministern heimlich unter Hausarrest gestellt, bis Benjamin bei einem Ausritt auf die ehemalige Regentin und ihre hübsche Gesellschafterin stößt. Nach einigen Verwicklungen, teilweise mithilfe von Theo Lingen als Agenten des Ex-Kammersängers, bilden sich 2 glückliche Paare und die Ex-Herzogin Ludowica muss ihren alten Posten wieder übernehmen, zum Leidwesen des Ministerpräsidenten.

## Kritiken
„Ein betagtes, nur noch bedingt unterhaltendes Musik-Lustspiel. Ohne Heinz Rühmann, der dank seiner ausgelassenen Komik mehrfach in den Mittelpunkt rückt, bliebe nicht mehr als herkömmlicher Singsang. (Vorkriegstitel: "Ein Walzer für Dich"; späterer Titel: "Hilfe - ich bin Minister")“